# Calle Laprida (Tucumán)
La Calle Francisco Narciso de Laprida es una calle de San Miguel de Tucumán, Tucumán, Argentina. Se extiende desde la avenida 24 de septiembre hasta la calle Ciudad de Madrid, detrás del Hogar de Menores Gral. Belgrano. Es una arteria semipeatonal entre San Martín y Santiago del Estero.

## Historia
La calle Laprida fue creada tras el trazado colonial original de la ciudad en 1685, extendiéndose luego por el Ensanche Liberal de 1879. En 1927 la calle se prolongó desde la avenida Sarmiento hasta su actual extensión al norte de la ciudad. Durante gran parte del siglo XX se asentaron residencias de personajes ilustres de la provincia y comercios en el trayecto céntrico de la calle, asimismo una línea de tranvía recorría por esta.
En 2022 se convirtió en semi peatonal la calle en el tramo entre calles San Martín y Santiago del Estero, siendo inaugurada el 16 de agosto de ese año la última etapa. Las obras incluyeron la ampliación de las veredas, instalación de adoquinado, luminarias led, bancos, papeleras y rampas para discapacitados. Además se colocaron 17 ejemplares de fresnos americanos.

## Sitios de interés
A lo largo de esta calle se desarrollan varios lugares de interés y emblemáticos:
- Plaza Independencia
- Centro Cultural Rougés
- Hotel Garden Plaza
- Edificio Banco de la Provincia de Tucumán
- Edificio La Continental
- Canal 8 (Tucumán)
- Escuela General San Martín
- Sociedad Española de Socorros Mutuos y Beneficencia
- Hotel del Jardín
- Instituto Carlos Guido Spano
- Tribunales Provinciales-Fuero Penal
- Estadio Monumental José Fierro